# Кардо-Торджа
Кардо́-Торджа́ (фр. Cardo-Torgia, корс. Cardu è Turghjà) — коммуна во Франции, находится в регионе Корсика. Департамент коммуны — Южная Корсика. Входит в состав кантона Тараво-Орнано. Округ коммуны — Аяччо.
Код INSEE коммуны — 2A064.

## Население
Население коммуны на 2008 год составляло 41 человек.
| 1962 | 1968 | 1975 | 1982 | 1990 | 1999 | 2008 |
| ---- | ---- | ---- | ---- | ---- | ---- | ---- |
| 63   | 67   | 51   | 23   | 29   | 32   | 41   |

## Экономика

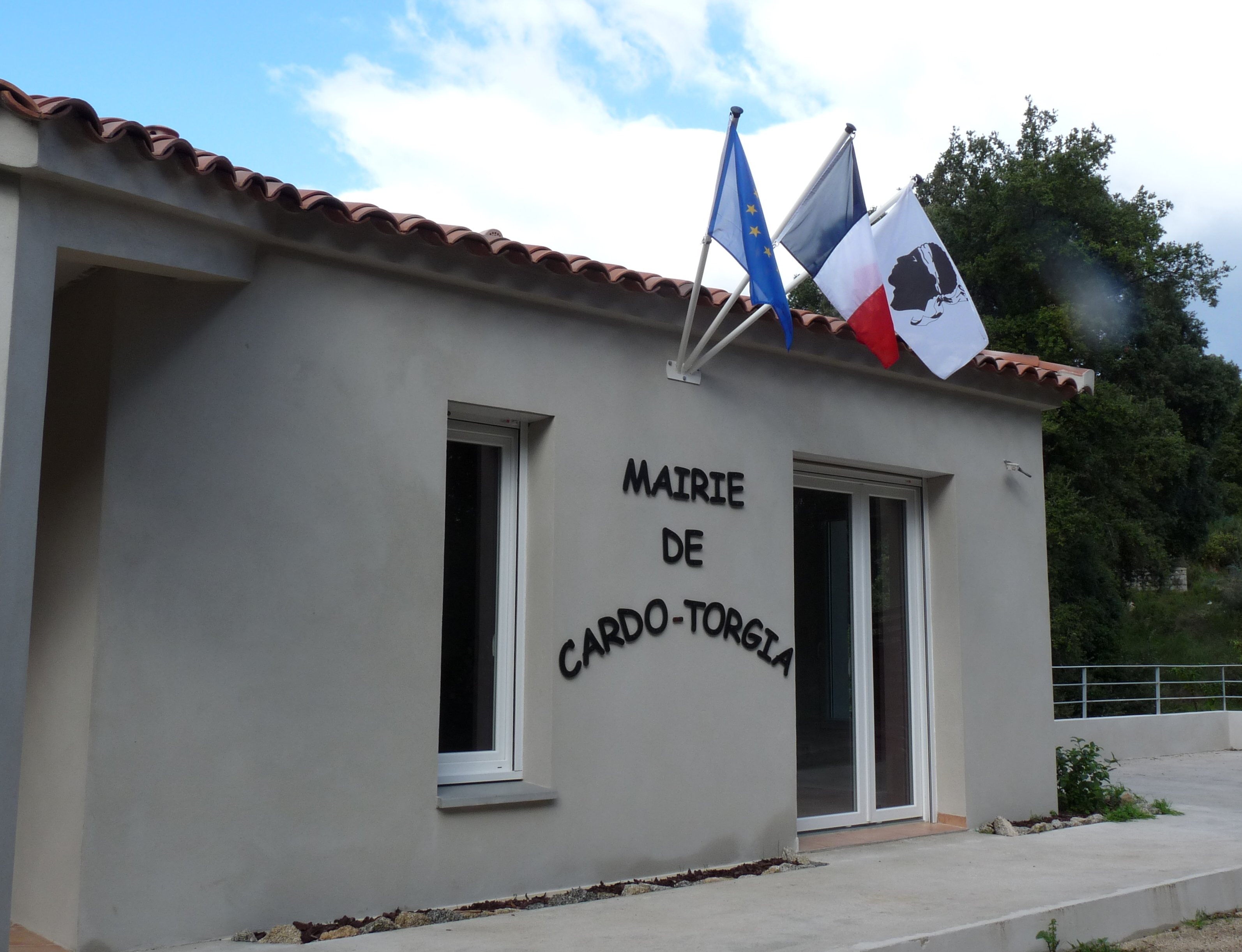
Здание мэрии

В 2007 году среди 27 человек в трудоспособном возрасте (15—64 лет) 18 были экономически активными, 9 — неактивными (показатель активности — 66,7 %, в 1999 году было 52,9 %). Из 18 активных работало 14 человек (10 мужчин и 4 женщины), безработных было 4 (2 мужчины и 2 женщины). Среди 9 неактивных 3 человека были учениками или студентами, 3 — пенсионерами, 3 были неактивными по другим причинам.